# Лунін Дмитро Сергійович
Лунін Дмитро Сергійович (нар. 31 березня 1980, Харків, УРСР) — управлінець, підприємець, кандидат юридичних наук. Із 24 лютого 2022 до 10 жовтня 2023 начальник Полтавської обласної державної адміністрації.

## Біографія
Дмитро Лунін народився 31 березня 1980 року в Харкові. Закінчив харківську школу № 119.
У 2001 році закінчив Національний технічний університет «Харківський політехнічний інститут» (спеціальність «Економіка і підприємництво») та здобув кваліфікацію бакалавра.
У 2003 році закінчив Національний технічний університет «Харківський політехнічний інститут» (спеціальність "Економічна кібернетика, інженер-менеджер.
З 2019 по 2021 рр. — перший заступник голови Полтавської обласної державної адміністрації.
У 2021 році закінчив Навчально-науковий інститут «Інститут державного управління» ХНУ імені В. Н. Каразіна, спеціальність «Публічне управління та адміністрування».
З 24 грудня 2021 року — тимчасовий виконувач обов'язків голови Полтавської обласної державної адміністрації.
З 24 лютого 2022 року — до 10 жовтня 2023 начальник Полтавської обласної державної адміністрації.

## Родина
Батько — Сергій Лунін, управління, сільське господарство, магістр державного управління. Мати —Лариса Луніна, Заслужений вчитель України. Виховує двох синів та доньку: Дмитра (нар. 31.12.2009), Данііла (нар. 25.11.2014) та Стефанію (нар. 09.03.2023).